# Базилика Святого Сатурнина
Базилика Сен-Сернен (фр. Basilique Saint-Sernin) — церковь в Тулузе, Франция, бывшая церковь аббатства Сен-Сернена или Святого Сатурнина. Кроме церкви, никаких зданий аббатства не сохранилось. Построенный в романском стиле примерно между 1080 и 1120 годами, с последующими перестройками, Сен-Сернен является самым сохранившимся романским зданием в Европе. Церковь особенно отличается качеством и количеством романской скульптуры. В 1998 году базилика была добавлена во Всемирное наследие ЮНЕСКО под описанием: Объекты всемирного наследия маршрутов Сантьяго-де-Компостела во Франции. Считается основоположницей романского стиля в архитектуре.

## История

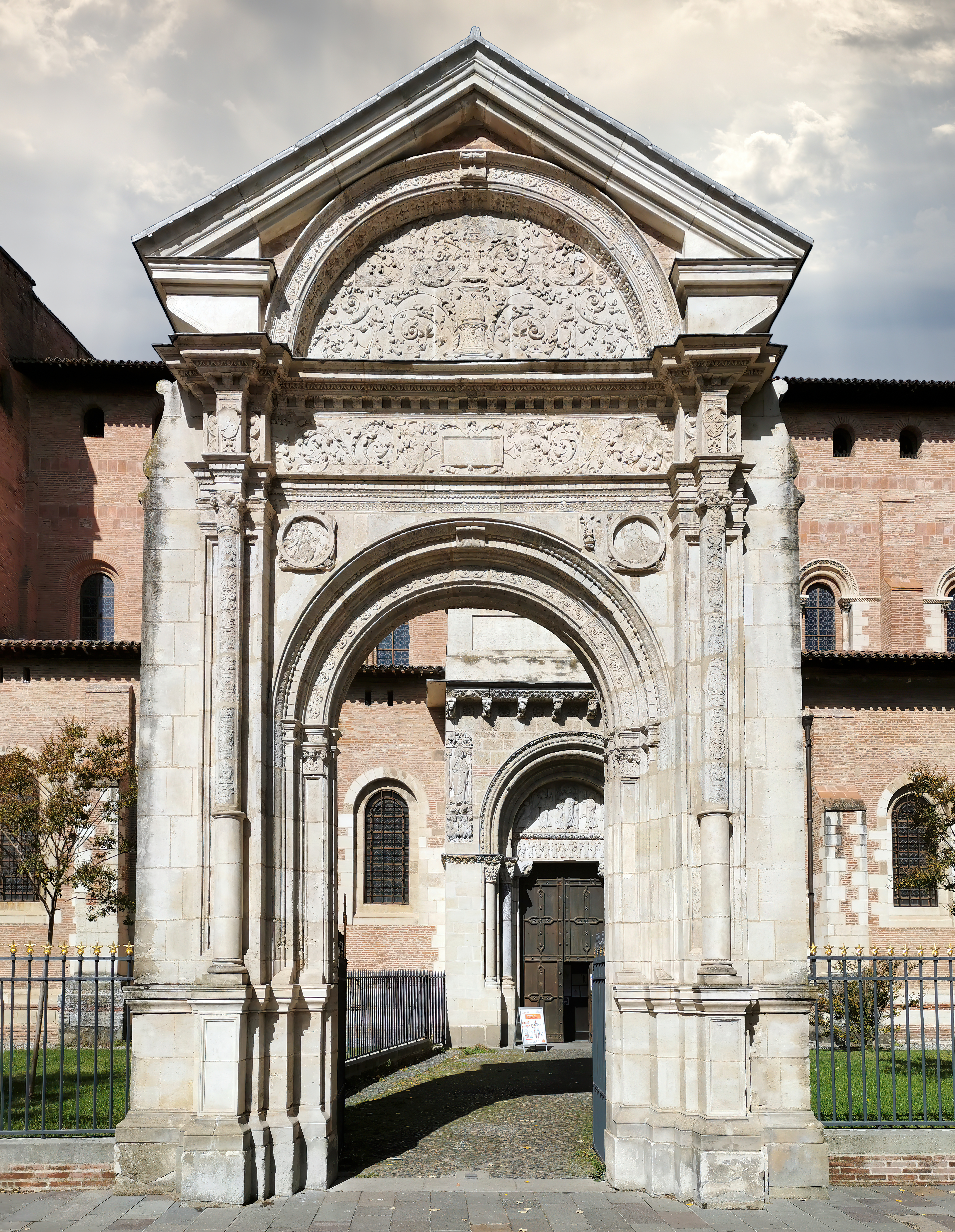
Ренессансные двери аббатства

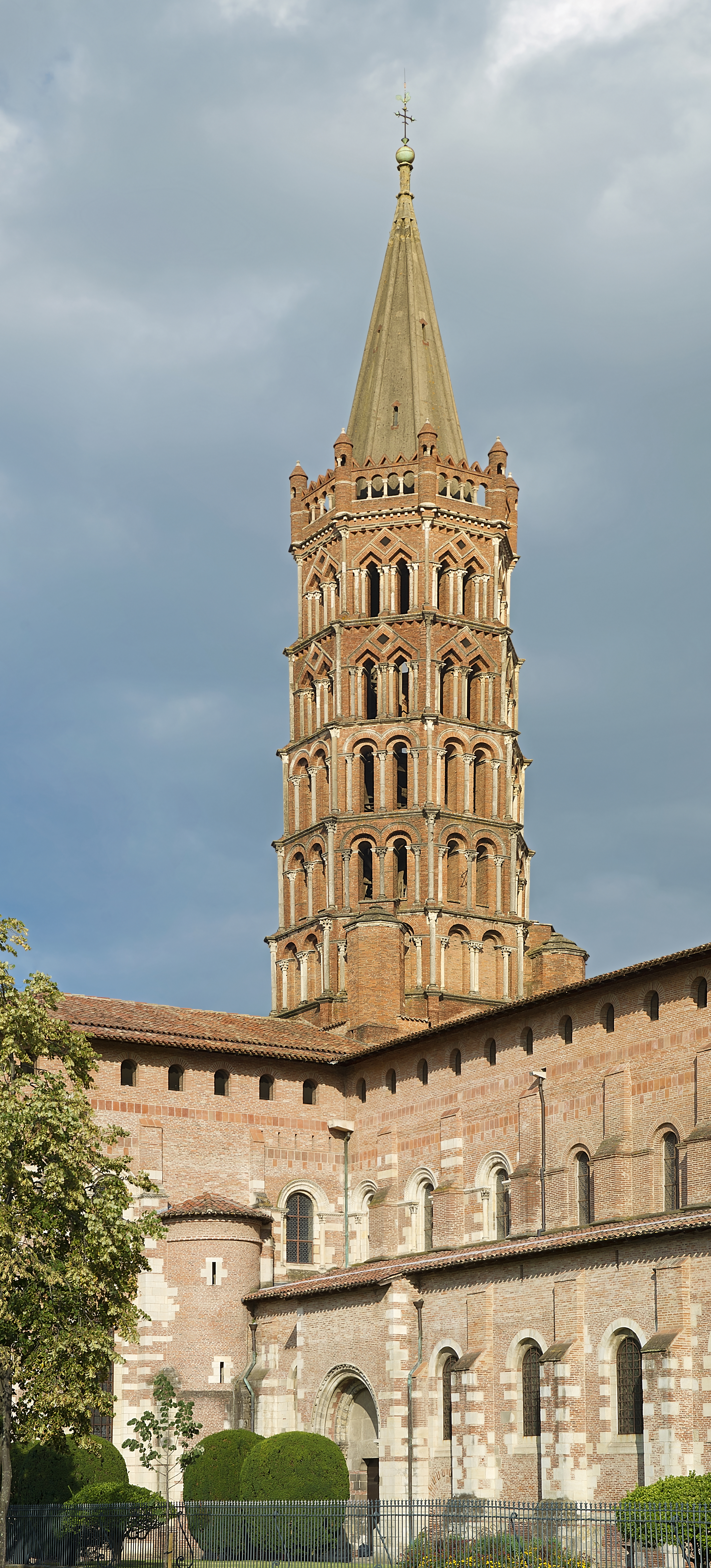
Колокольня (нижняя часть в романском стиле и готическая верхняя часть)

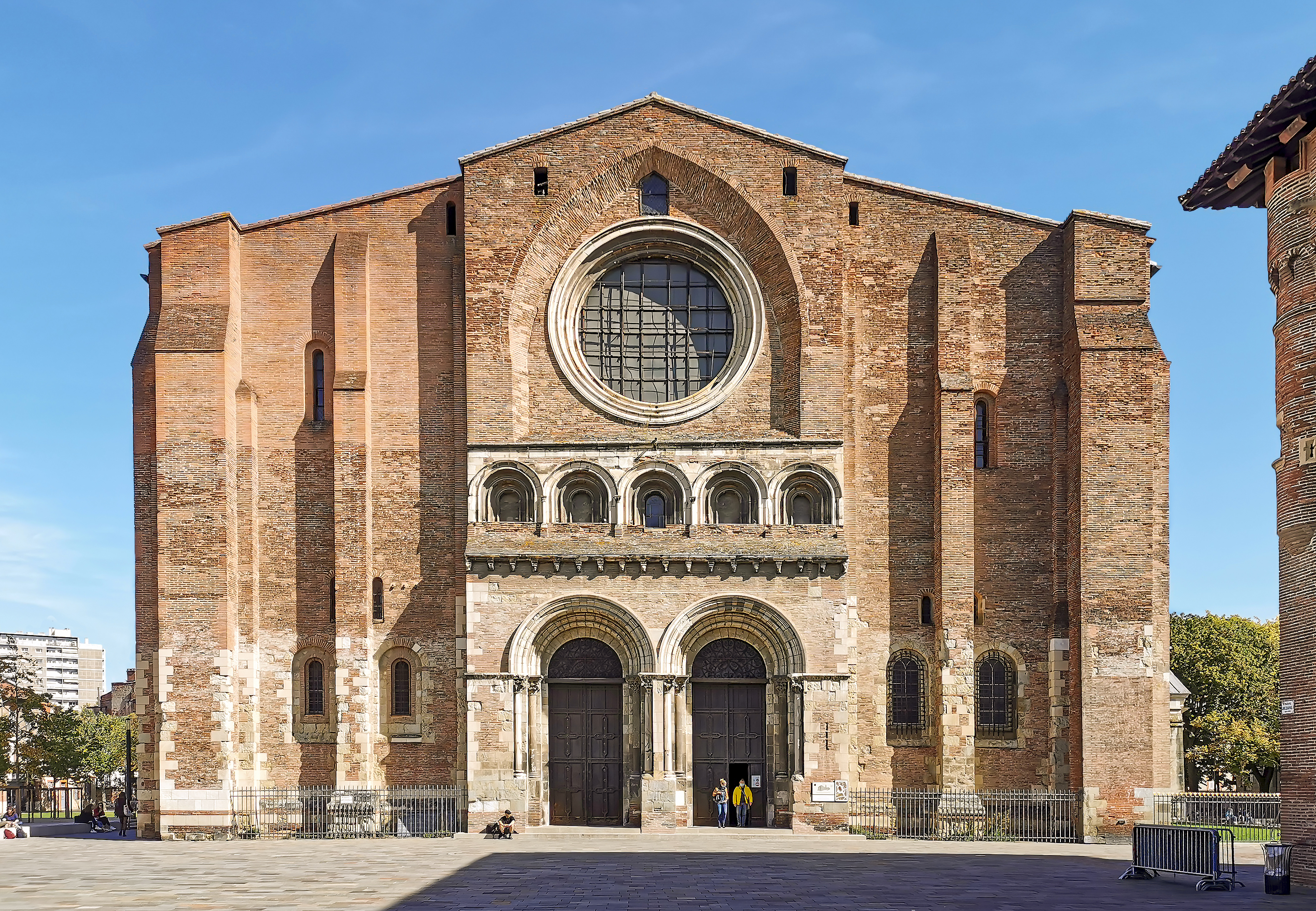
Фасад

Аббатство Сен-Сернен является древним. Святой Сильвий, епископ Тулузы, начал строительство базилики в конце IV века. Значение её очень выросло после того, как Карл Великий (768-800) пожертвовал ей большое число реликвий, в результате чего базилика стала важной остановкой для паломников на их пути в Сантьяго-де-Компостела и отдельным местом паломничества. Размер нынешнего здания и наличие деамбулатория может отражать необходимость размещения всё большего количества паломников.
Нынешняя церковь расположена на месте предыдущей базилики IV века, хранившей тело святого Сатурнина, или Сернена, первого епископа Тулузы. 
Трудности с определением точной хронологии строительства Сен-Сернена породили ряд проблем. По крайней мере, ещё в 1010-х годах епископ Пьер Роже отложил часть пожертвований Сен-Сернену на возможную перестройку церкви Каролингов В течение десятилетия 1070-х и самое позднее до 1080 года каноники Сен-Сернена приняли власть св. Августина и передали себя под непосредственный контроль Святого Престола. Тем не менее, есть лишь две точные даты, касающиеся непосредственно самой церкви, и даже они связаны с определёнными трудностями. 24 мая 1096 года папа Урбан II освятил алтарь ещё в значительной степени незавершённого здания. То есть строительство должно было начаться, по крайней мере, за несколько лет до этой даты.
Другая точная дата — 3 июля 1118 года, смерть св. Раймона Гайрара, каноника и ректора капитулы. В житии святого XV века сказано, что он взял под руководство строение после того, как часть церкви была завершена, и ещё до момента своей смерти он «дотянул стены до завершения окон…". Однако житие было написано намного позже — приблизительно через триста лет после событий, которые оно описывает, — и поскольку в строительстве церкви принимали участие по крайней мере три разных Раймонда, биограф, возможно, перепутал элементы из житий всех троих.
Во всяком случае, предполагается, что строительство церкви не продвигалось непрерывно до завершения, поскольку есть материальные доказательства нескольких перерывов в строительстве. Приведённые выше литературные свидетельства указывают на то, что строительство шло с востока на запад, и действительно оказывается, что древнейшей частью наружных стен является южная, нижняя часть деамбулатория и часовни. Стены в этой части построены из кирпича и камня, с большей частью камня, чем в других частях здания. По мере того, как строительство продолжалось, оно чётко отмечалось увеличением доли кирпича, характерного строительного материала Тулузы. Хотя существует основное согласие по исходной точке, интерпретация последующих археологических доказательств зависит от разных мнений. Систематические исследования после реставрации Виолле-ле-Дюка пришли к выводу, что было три или четыре большие строительные кампании .
План церкви аббатства также был использован при строительстве собора Сантьяго-де-Компостела, «начатого в 1082 году, слишком очевидно скопированного, чтобы предположить, что это сделал не архитектор Сен-Сернена или его любимый ученик», но закончен он был намного раньше.
В 1860 году Эжен Виолле-ле-Дюк восстановил церковь, но его изменения удаляются, чтобы вернуть первоначальный вид.

## Особенности

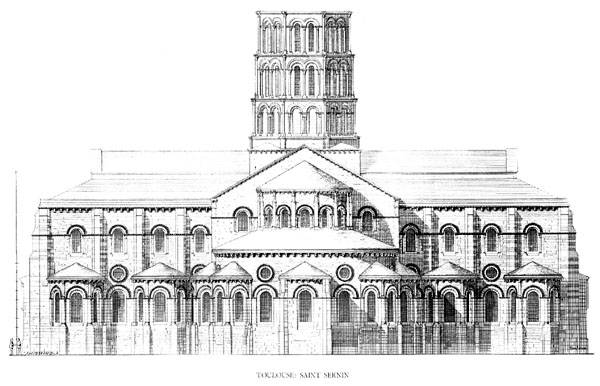
Восточный край базилики.

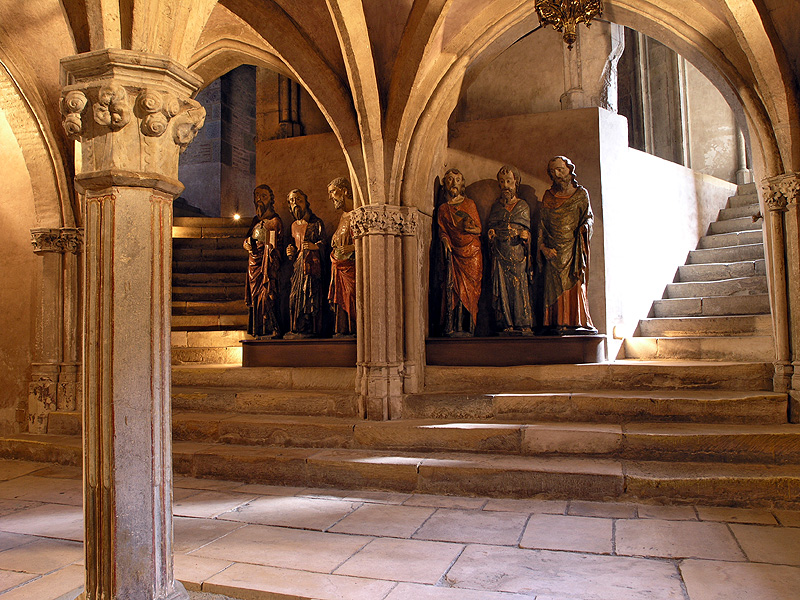
Склеп.

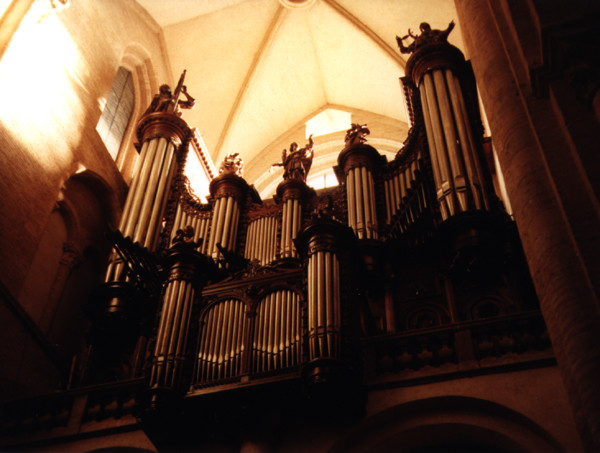
Большой орган Кавайле-Колля 1888 года

Несмотря на то, что его называют базиликой, Сен-Сернен несколько отклоняется от плана базилики ранней христианской архитектуры. Он намного больше в сравнении с предыдущими церквами, его длина составляет 104 метра. Он также построен преимущественно из кирпича. Строение имеет форму распятия. Потолки сводчатые, в отличие от многих ранних церквей. В Сен-Сернене есть часовни, которые использовались для выставления важных реликвий. Другим отклонением от ранних христианских церквей является прибавление деамбулатория, пешеходной дорожки, огибающей неф и боковые проходы, чтобы позволить просматривать часовни (что можно было сделать во время проведения мессы, не прерывая церемонии). По этим и другим причинам часто считается, что Сен-Сернен имеет «план для паломников» вместо традиционного плана базилики.

### Внешний вид
Снаружи есть колокольня, стоящая прямо над трансептом. Он поделён на пять ярусов, три нижних с романскими арками датируются XII веком, а два верхних — XIII веком (ок. 1270 года). Шпиль был достроен в XV веке. Колокольня немного наклонена на запад, потому с определённых позиций крыша колокольни, ось которой перпендикулярна земле, кажется наклонной к самой башне.
Апсида является самой старой частью здания, построенной в XI веке, и состоит из девяти часовен, пять открываются из апсиды и четыре в трансептах.
Внешний вид также характеризуется двумя дверными проёмами, Porte des Comtes и Porte Miègeville. Над Porte des Comtes изображены богач и Лазарь. Над центральной колонной видно погружение в ад. Дверное отверстие получило своё название от соседней ниши, в которой хранятся останки четырёх графов Тулузы. Porte Miègeville известна своей сложной скульптурой над входом: Христос возносится, в окружении ангелов, является центральной фигурой на одном из старейших и красивейших тимпанов в романской архитектуре (конец XI века или около 1115).

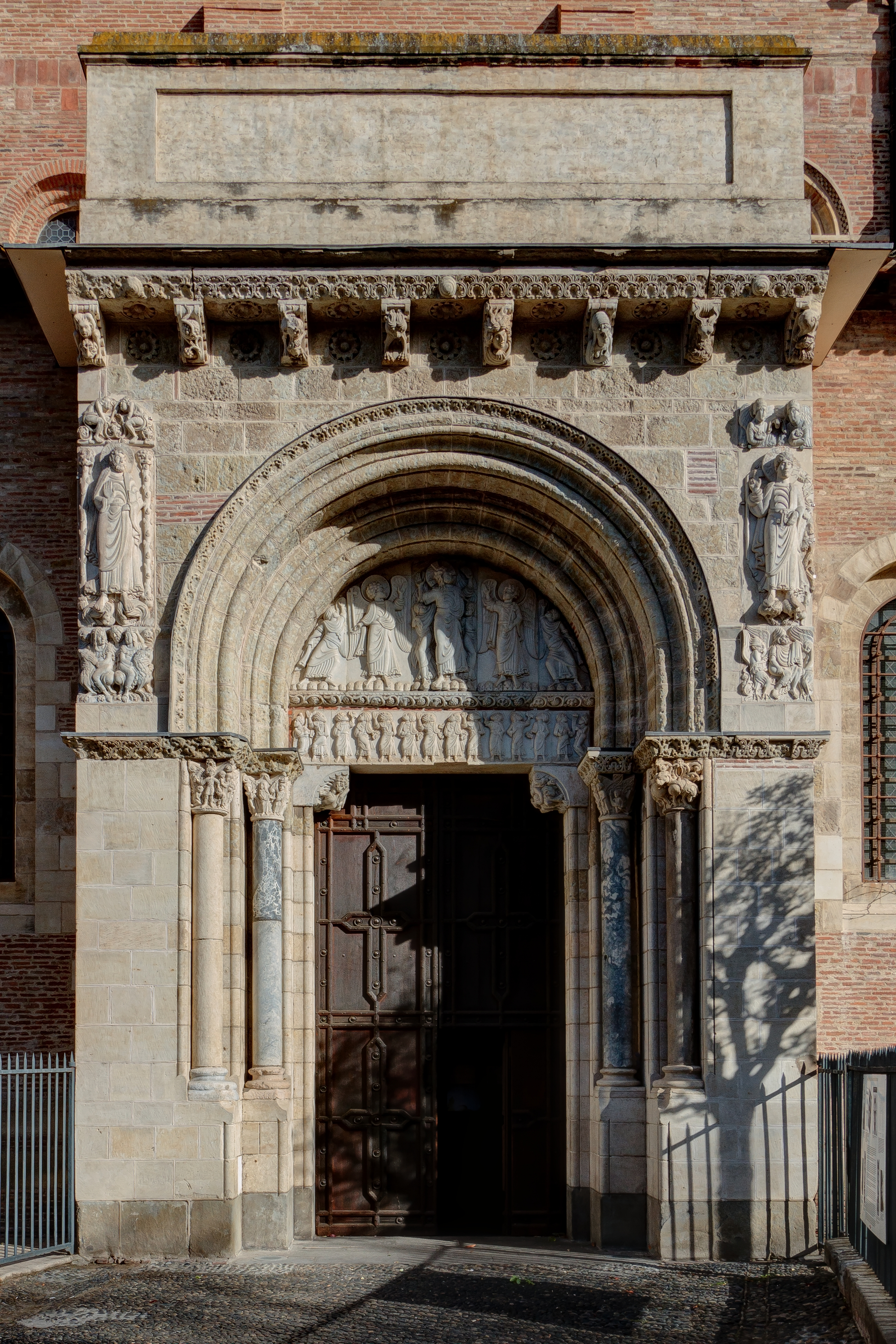
Портал Мьежевиль
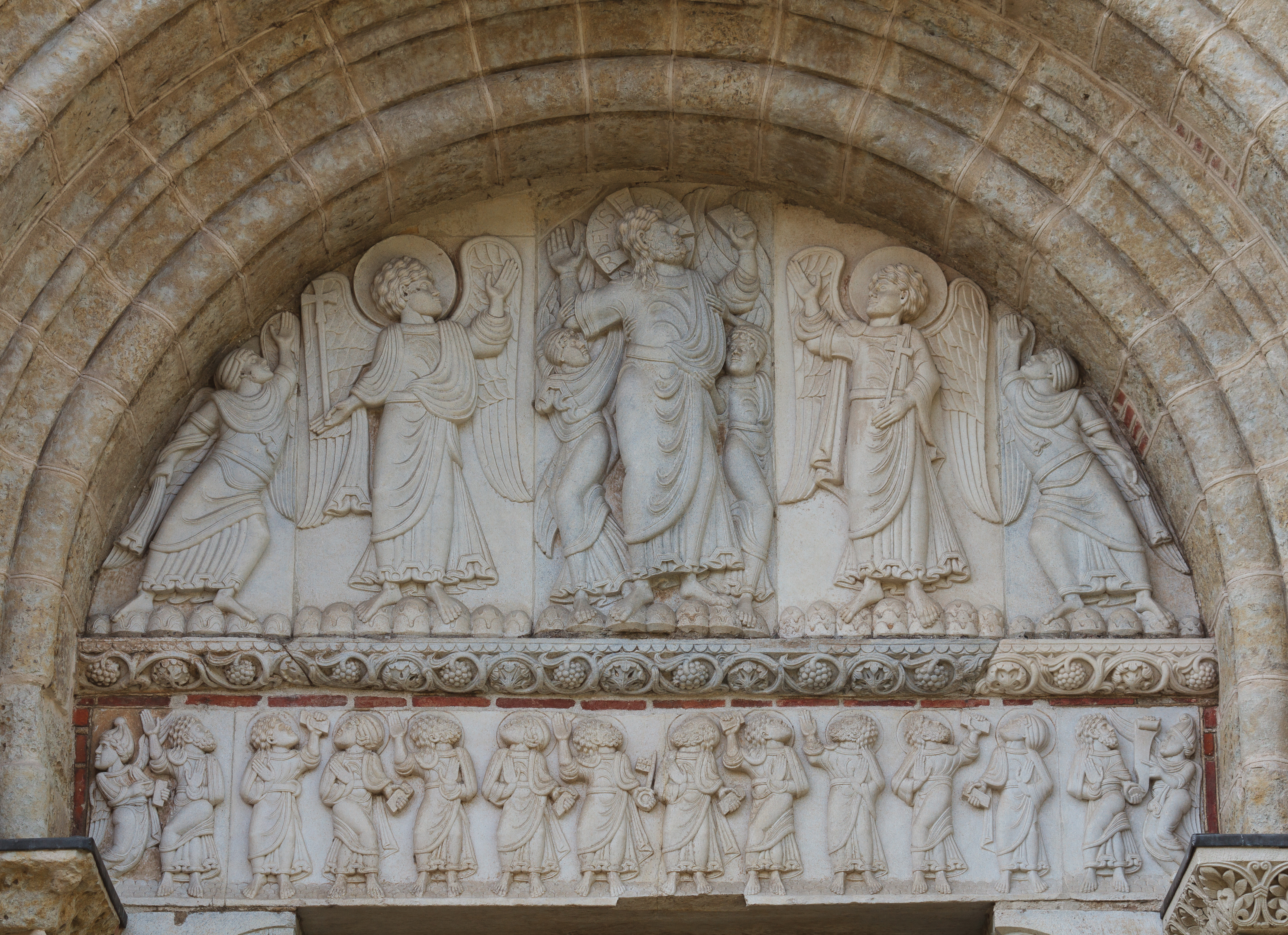
Тимпан Портал Мьежевиль
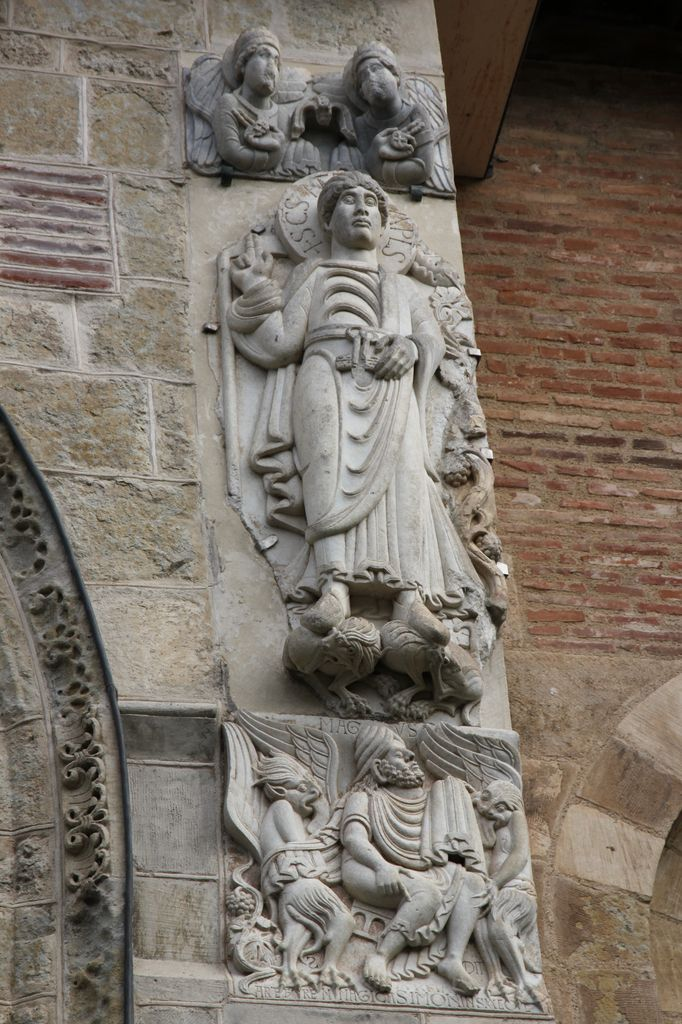
Святой Пётр
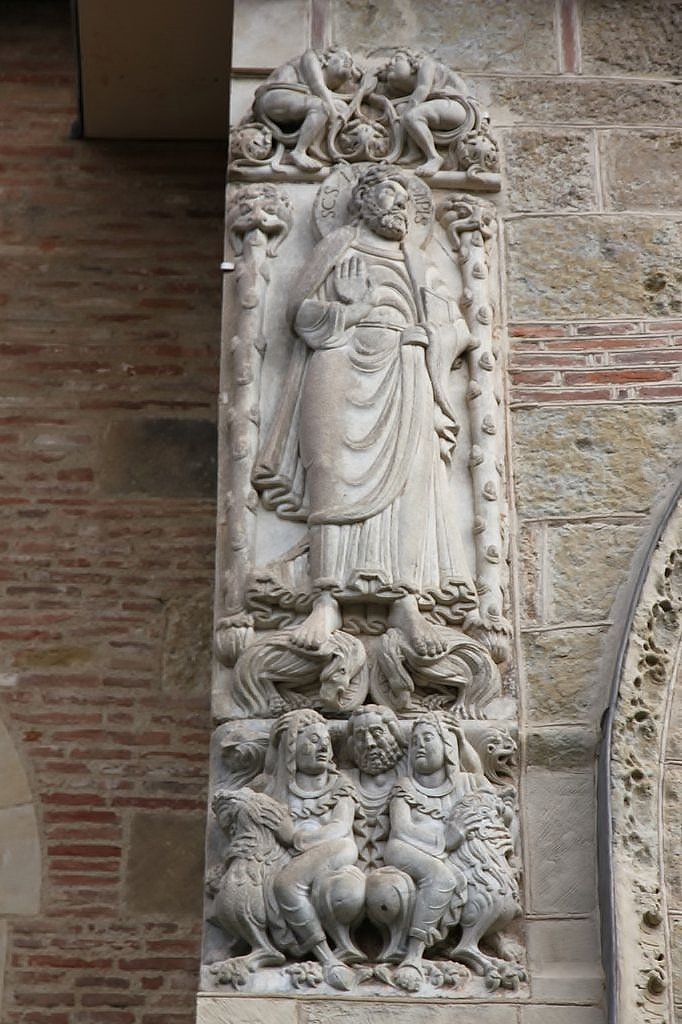
Святой Иаков Великий
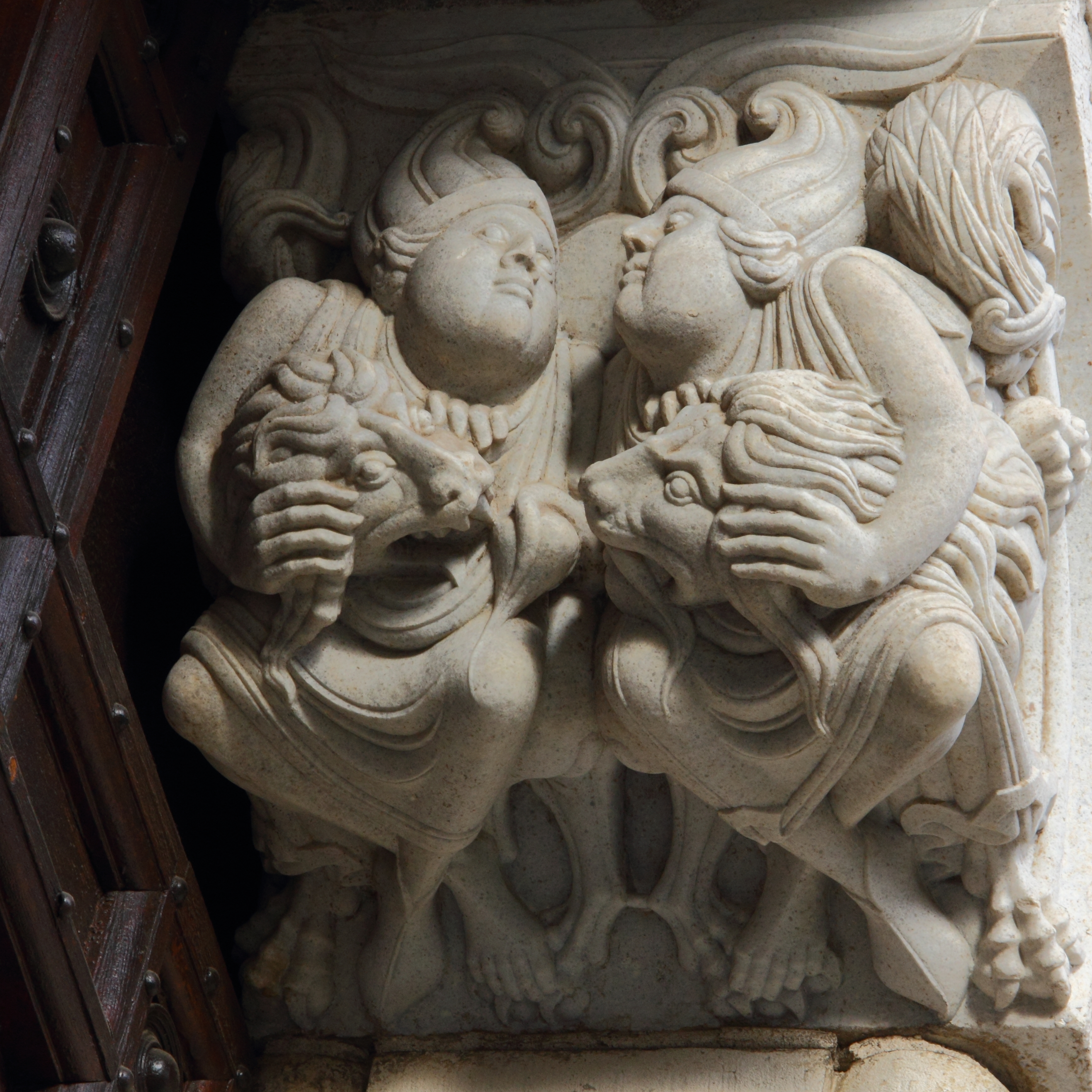
Два пастуха убивают львов
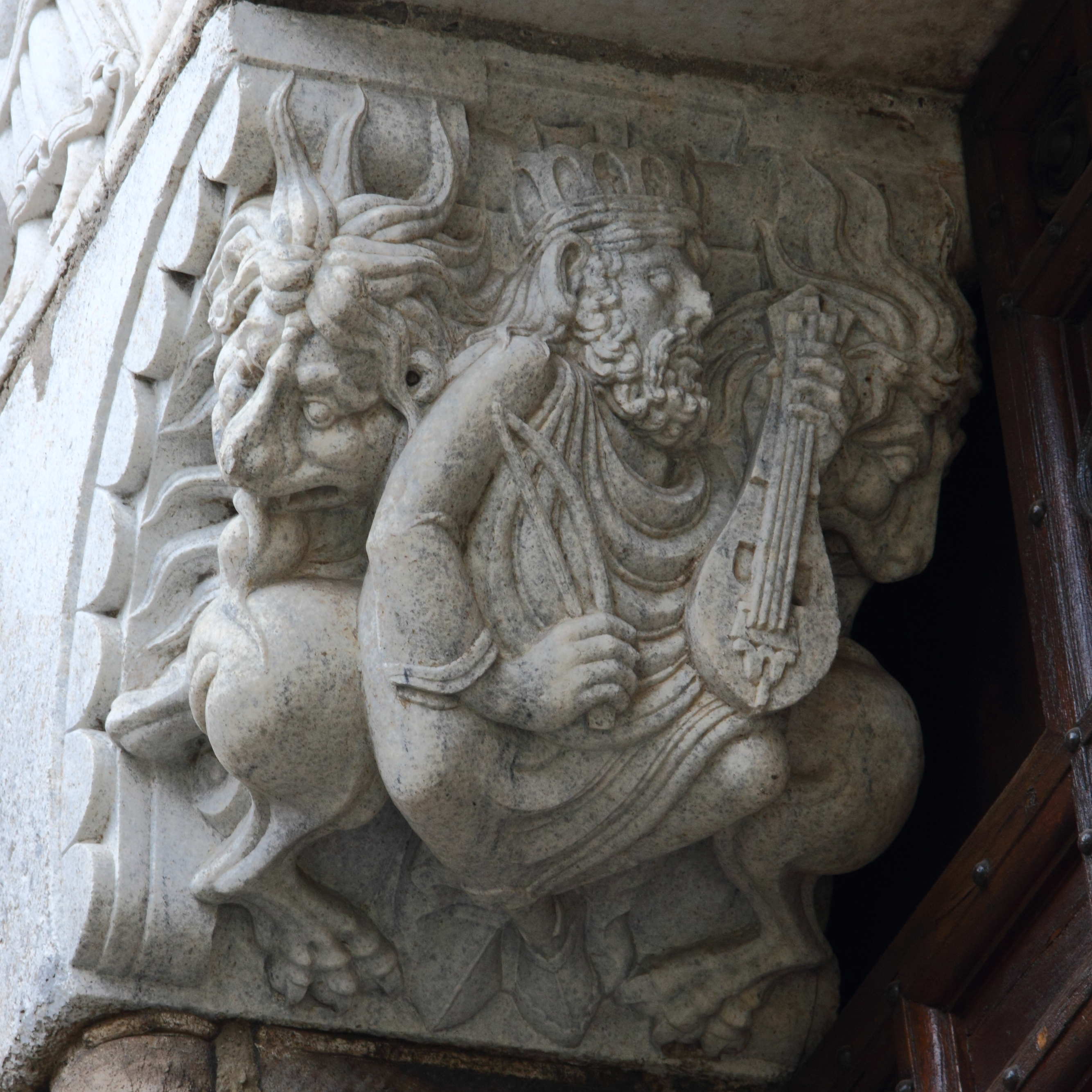
Царь Давид
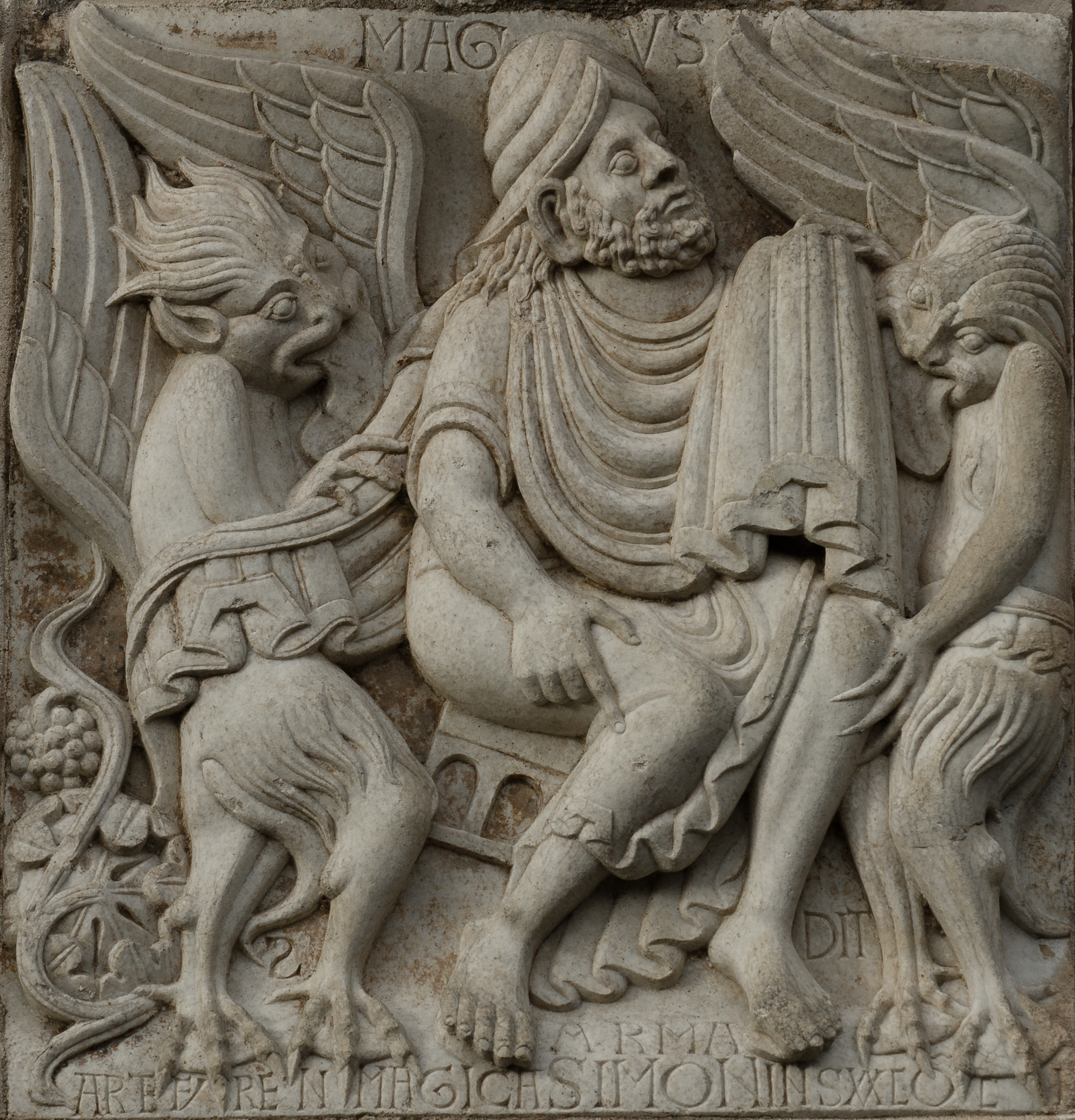
Симон Волхв, демоны и рождение виноградной лозы
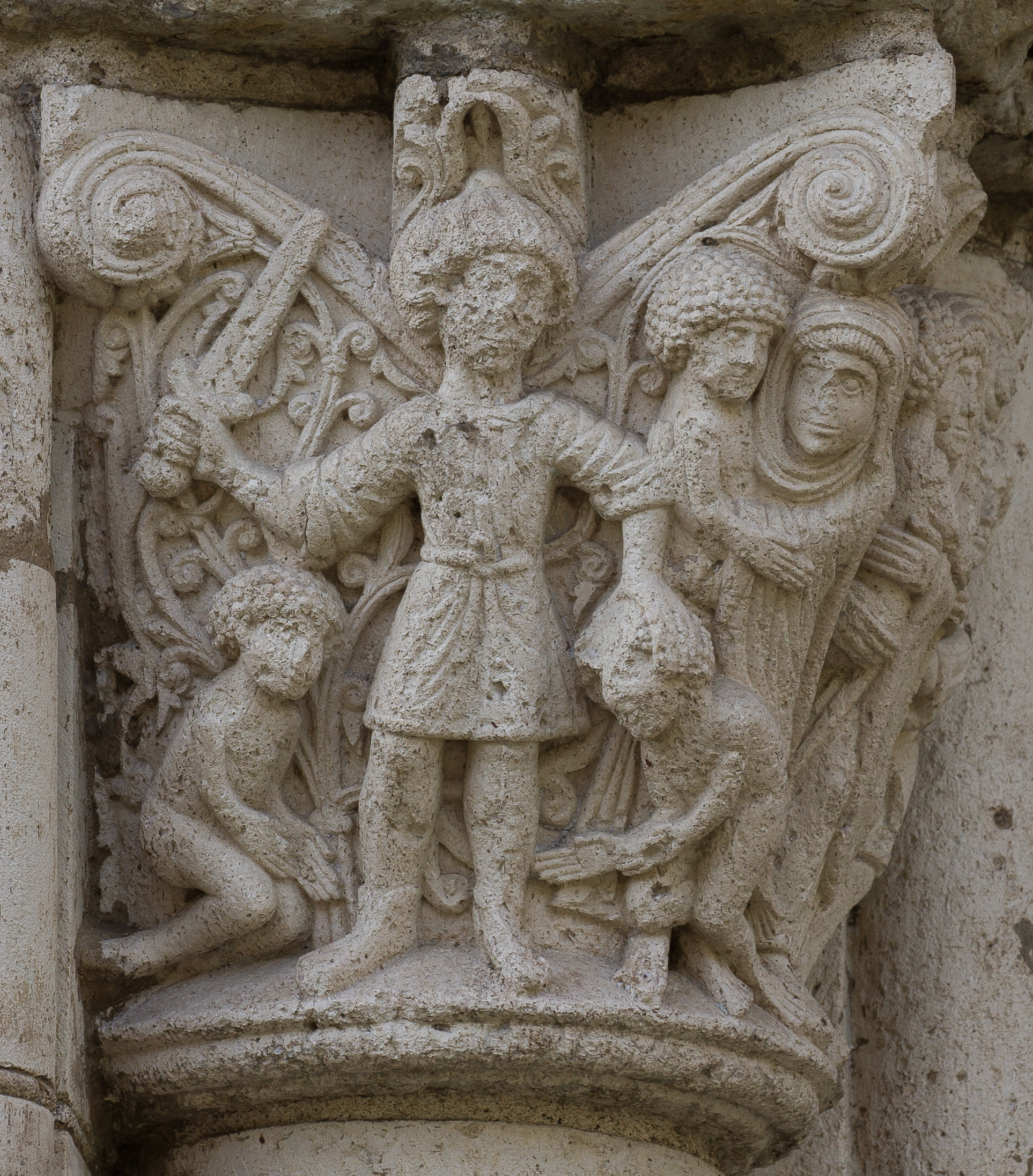
Резня святых невинных
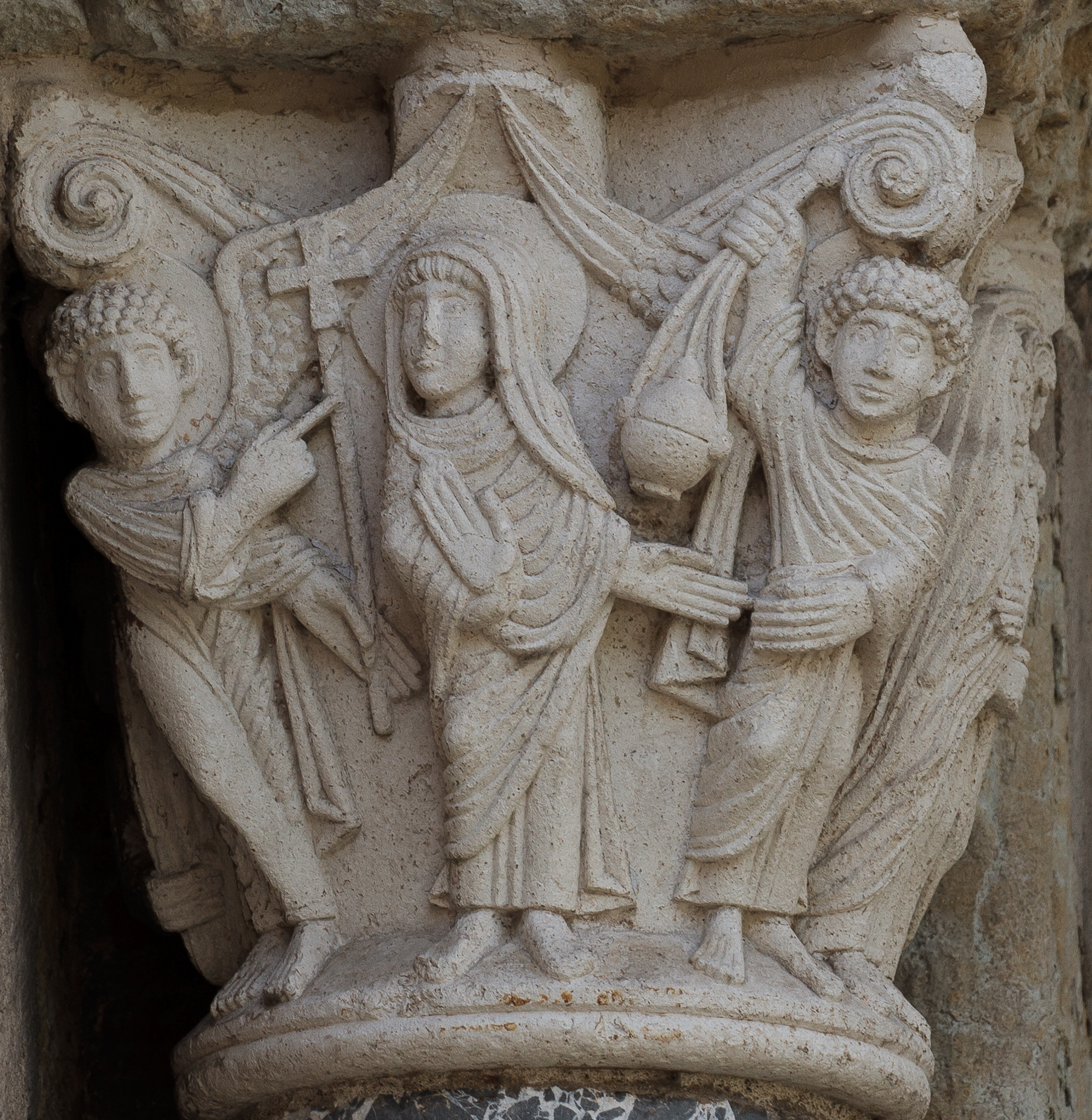
Благовещение Девы Марии
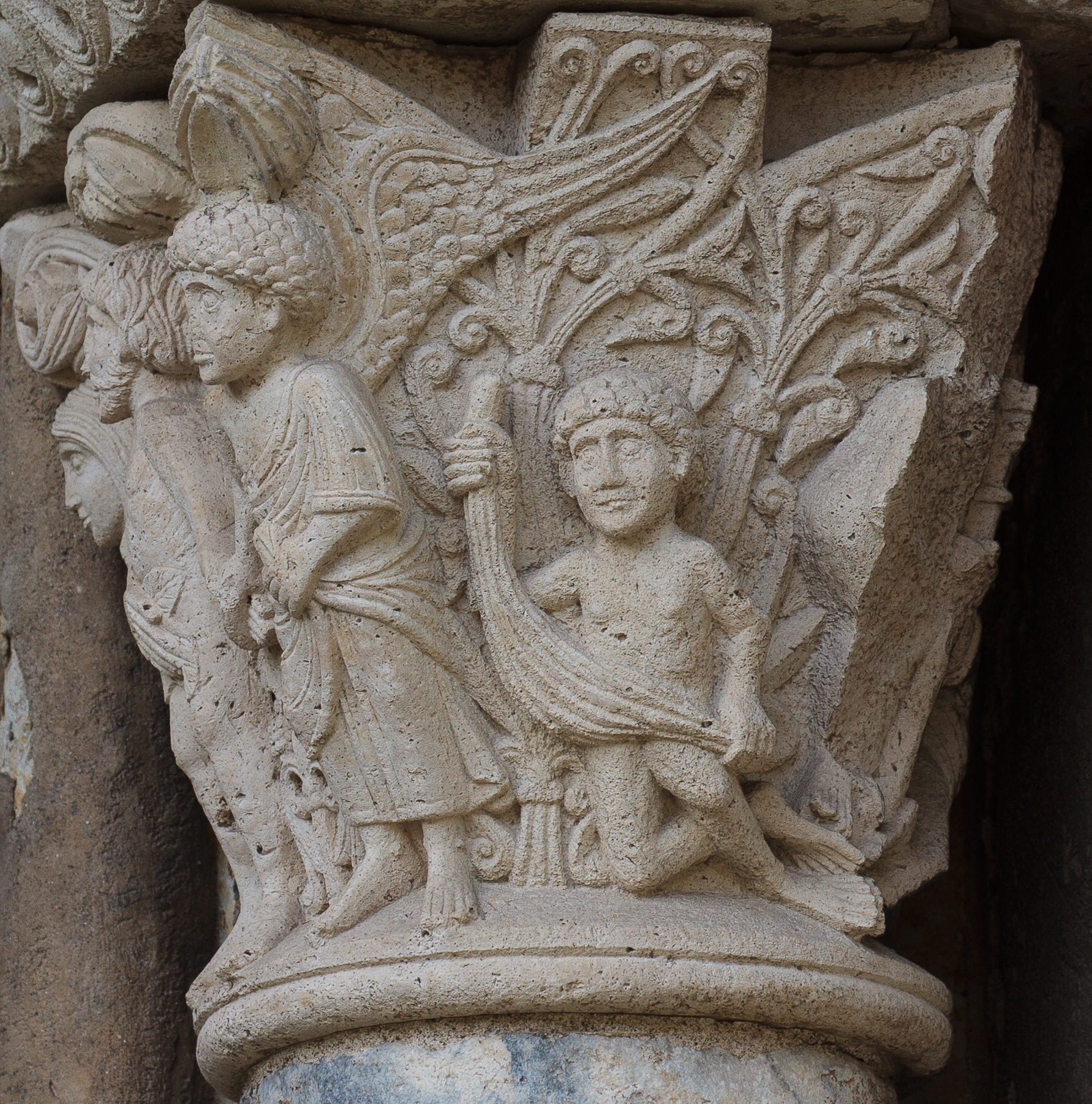
Адама и Еву изгоняют из Эдемского сада

### Интерьер
Внутренняя часть базилики имеет размеры 115 x 64 x 21 метра, что делает её очень большой для романской церкви. Центральный неф сводчатый; четыре прохода имеют ребёрные своды и поддерживаются контрфорсами. Непосредственно под башней и трансептом находится мраморный алтарь, освящённый Папой Урбаном II в 1096 году по проекту Бернарда Гелдуина.
Кроме святого Сатурнина, тут похоронен святой Гонорат. В склепе хранятся мощи многих других святых.
В базилике также находится большой орган Кавайле-Колль, построенный в 1888 году. Наряду с инструментами Кавайе-Колль в Сен-Сюльпис в Париже и церкви Сент-Уэн в Руане он считается одним из наиболее важных органов во Франции.

## Галерея

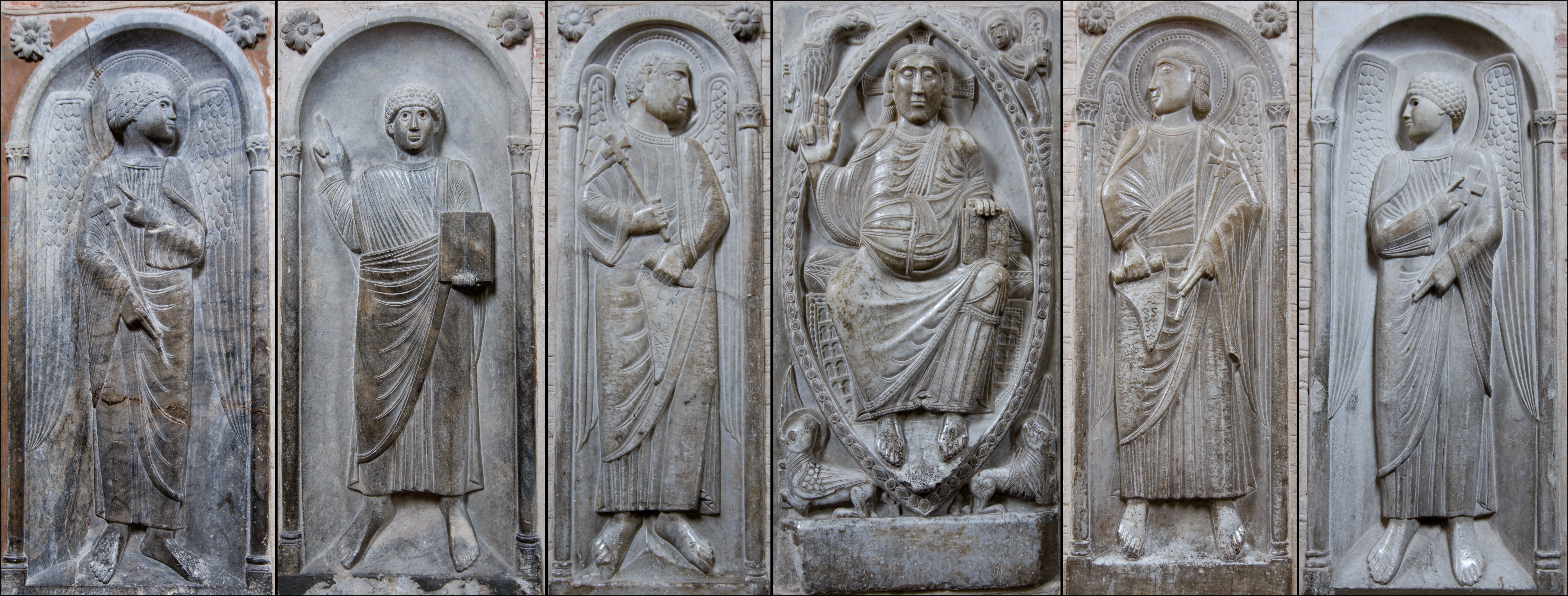
Мраморные барельефы
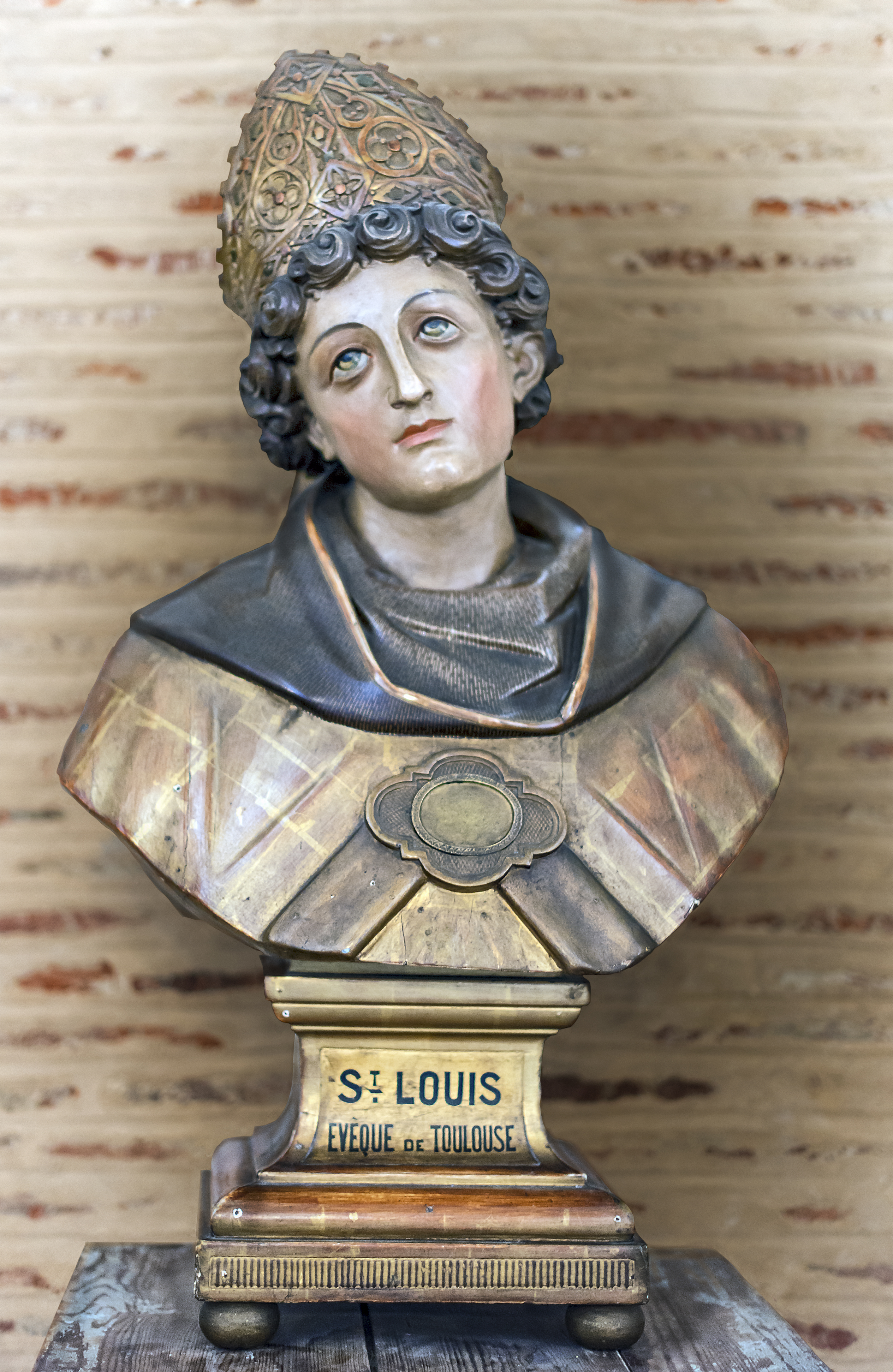
Бюст Людовика Тулузского
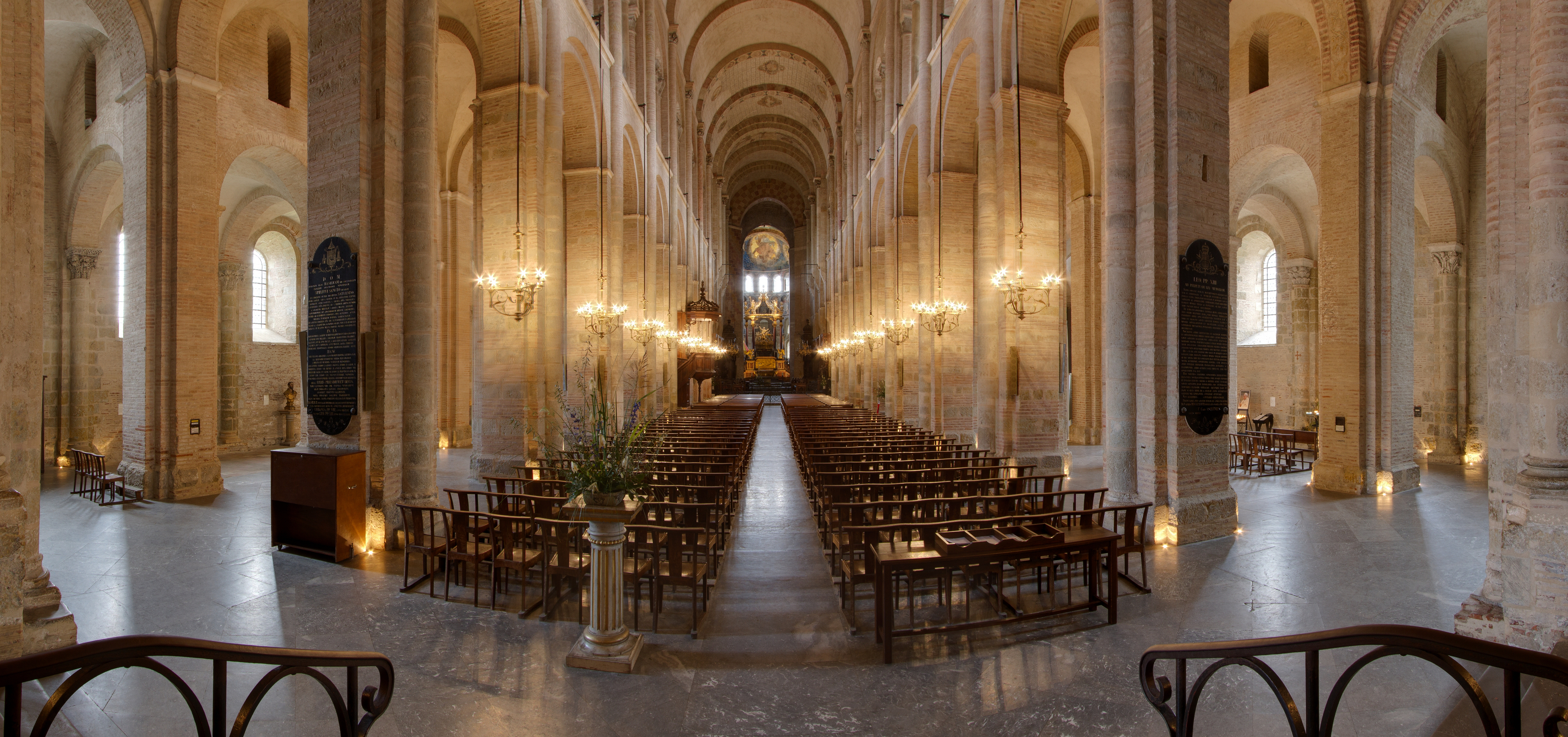
Неф
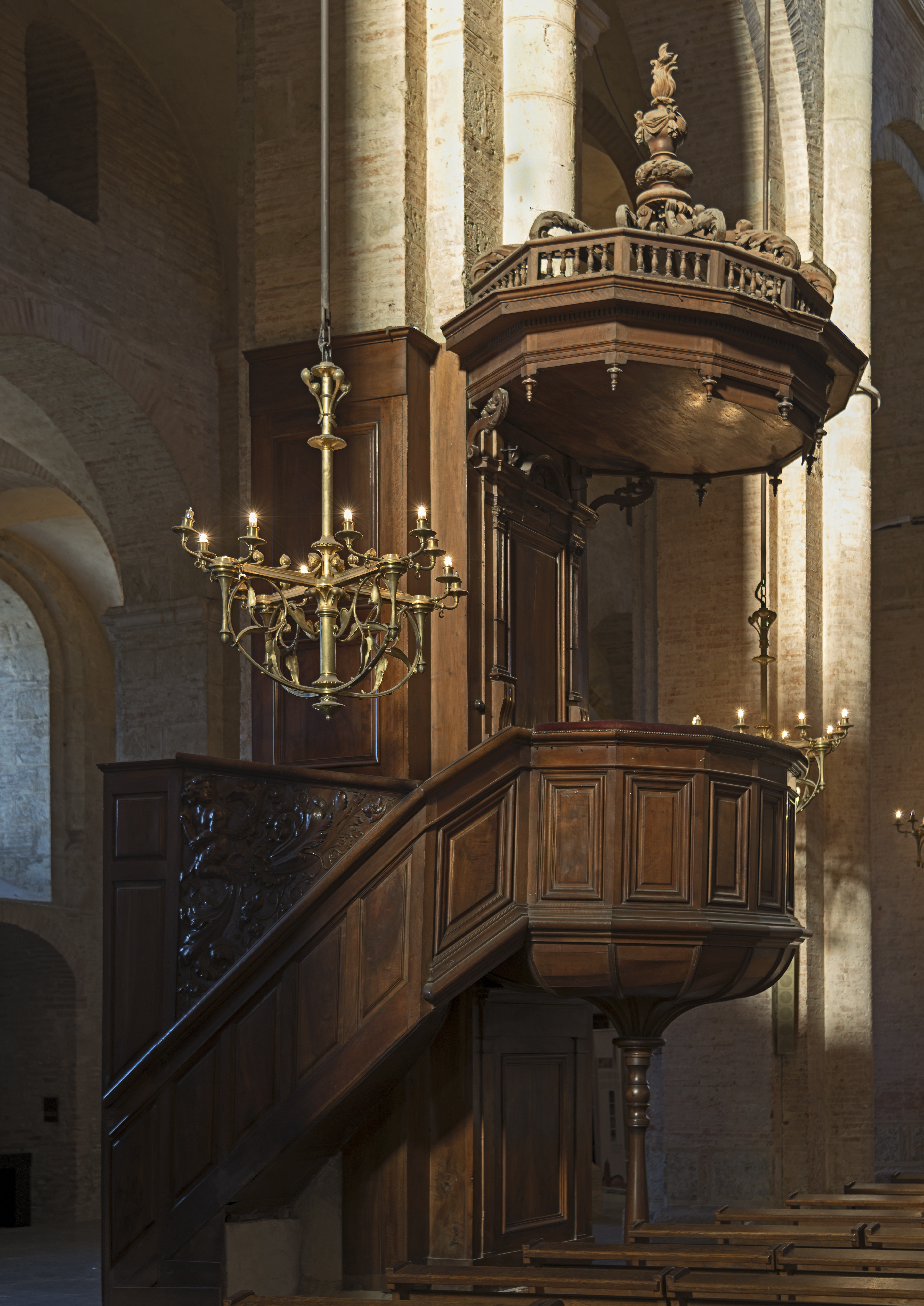
Кафедра
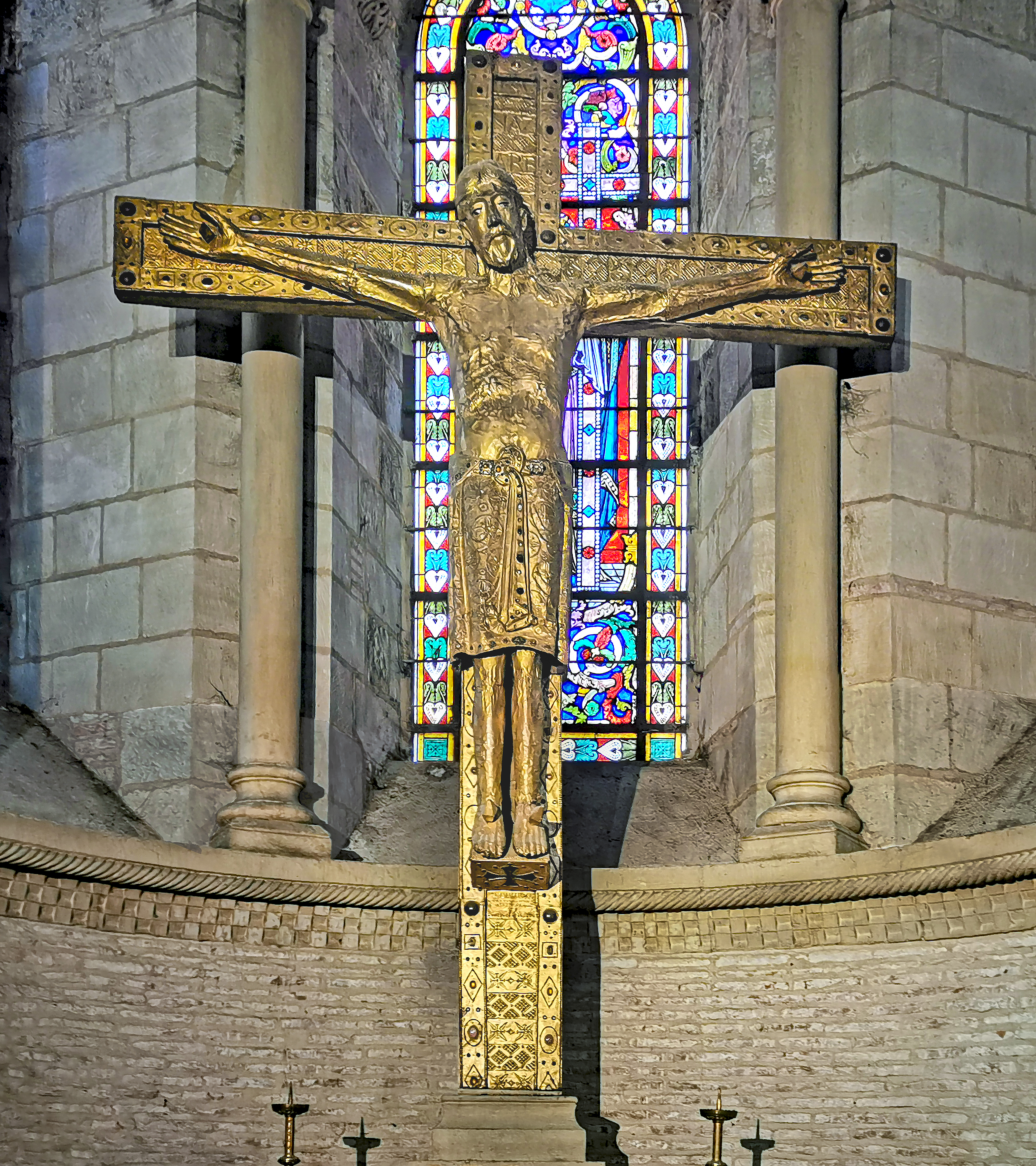
Часовня Распятия
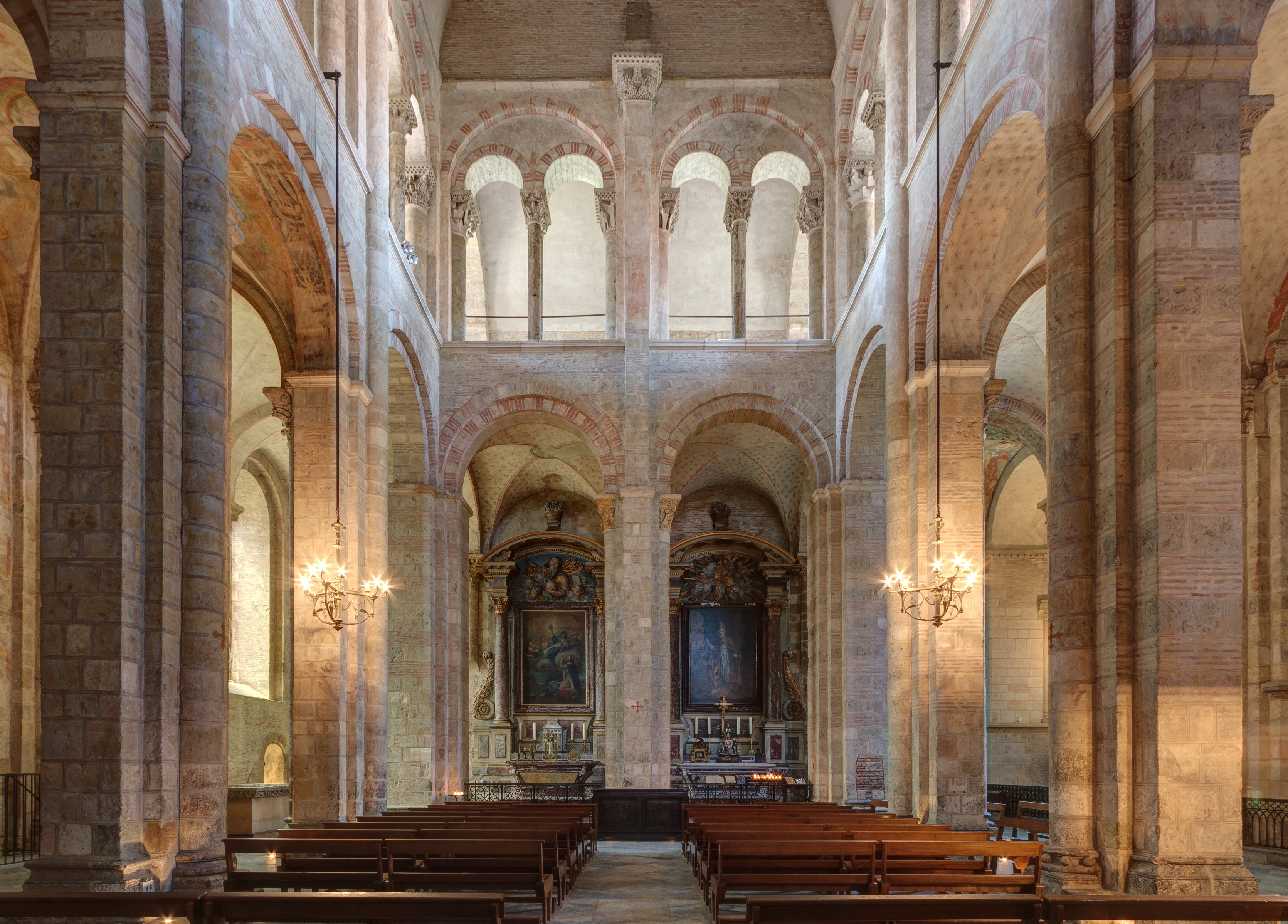
Северный трансепт
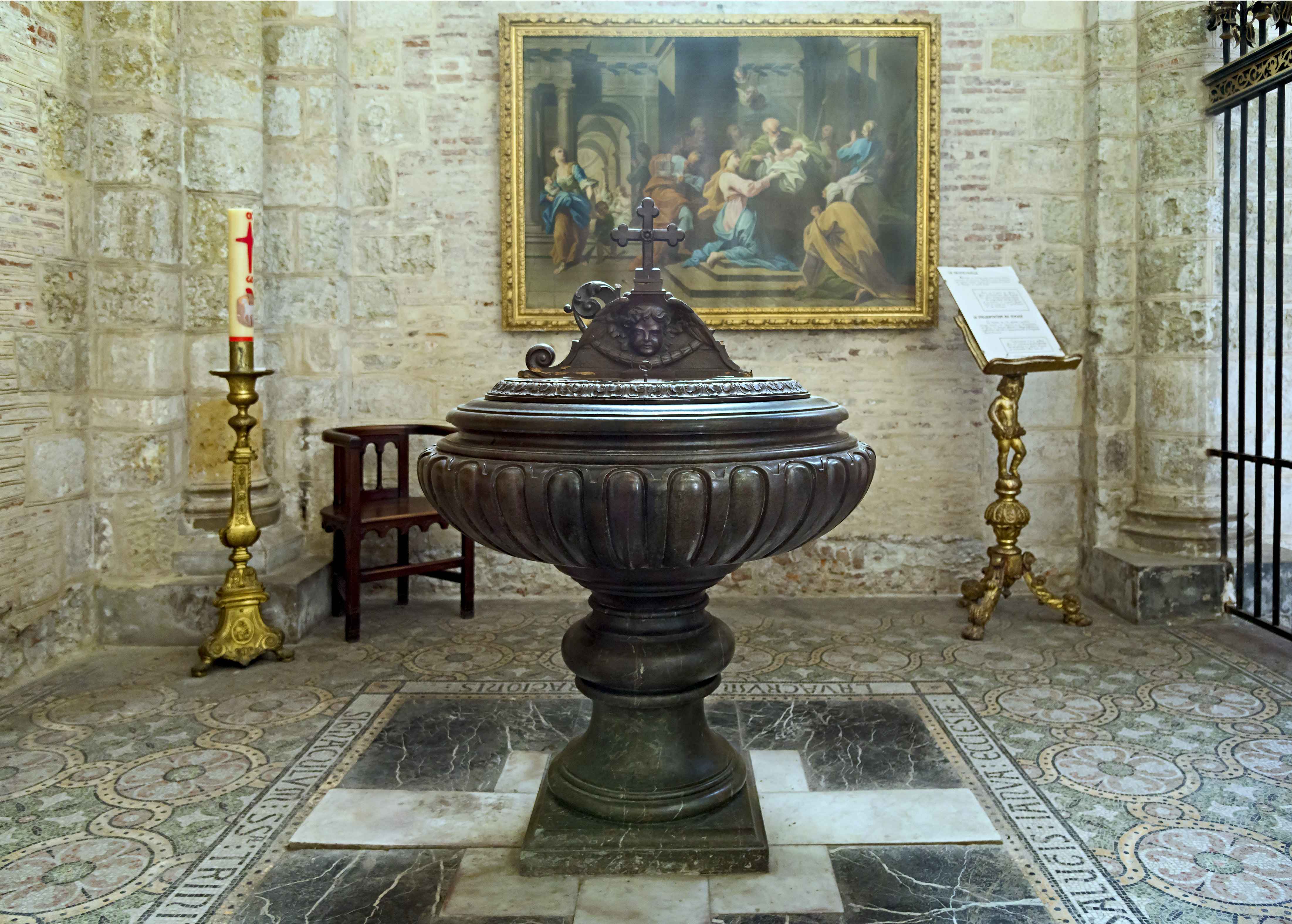
План